# Lepista atrescens
Lepista atrescens là một loài bướm đêm thuộc phân họ Arctiinae, họ Erebidae.